# توقيت سوريا

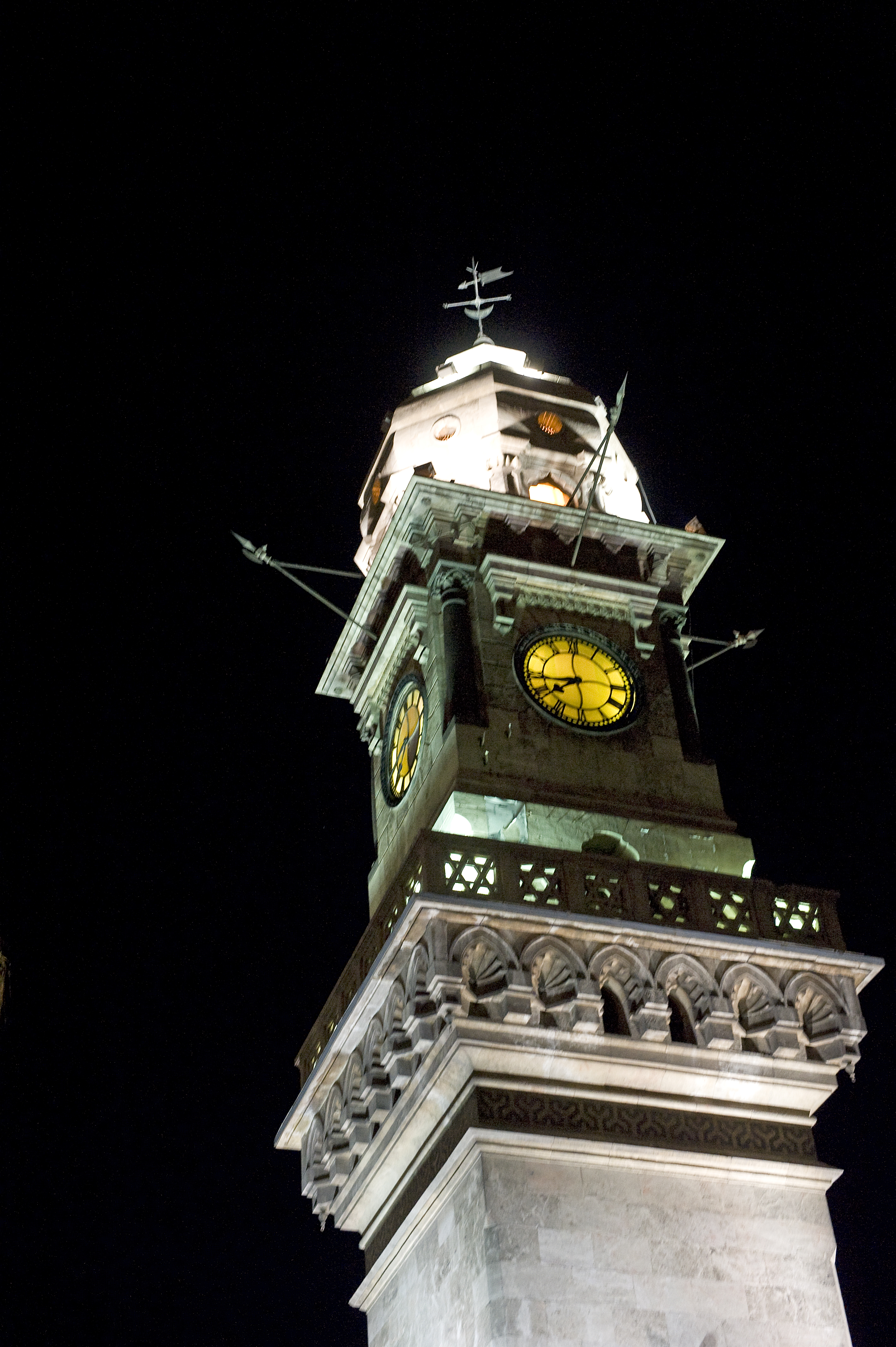
ساعة باب الفرج في مدينة حلب

توقيت سوريا يتبع التوقيت العربي القياسي (ت ع م+03:00) على مدار العام، وذلك بعد إعلان الحكومة السورية إلغاء التوقيت الشتوي وذلك في 4 تشرين الأول / أكتوبر 2022، وذلك قبل يوم واحد من قرار مماثل في الأردن. وكلا الدولتين كانتا قبل ذلك تتبعان توقيت شرق أوروبا (ت ع م+02:00) للتوقيت الأساسي وتوقيت شرق أوروبا الصيفي (ت ع م+03:00) في الصيف.

## قاعدة بيانات المناطق الزمنية
تتضمن قاعدة بيانات المناطق الزمينة (IANA) منطقة زمنية واحدة لسوريا في ملف (zone.tab) باسم Asia/Damascus.